# 認定こども園

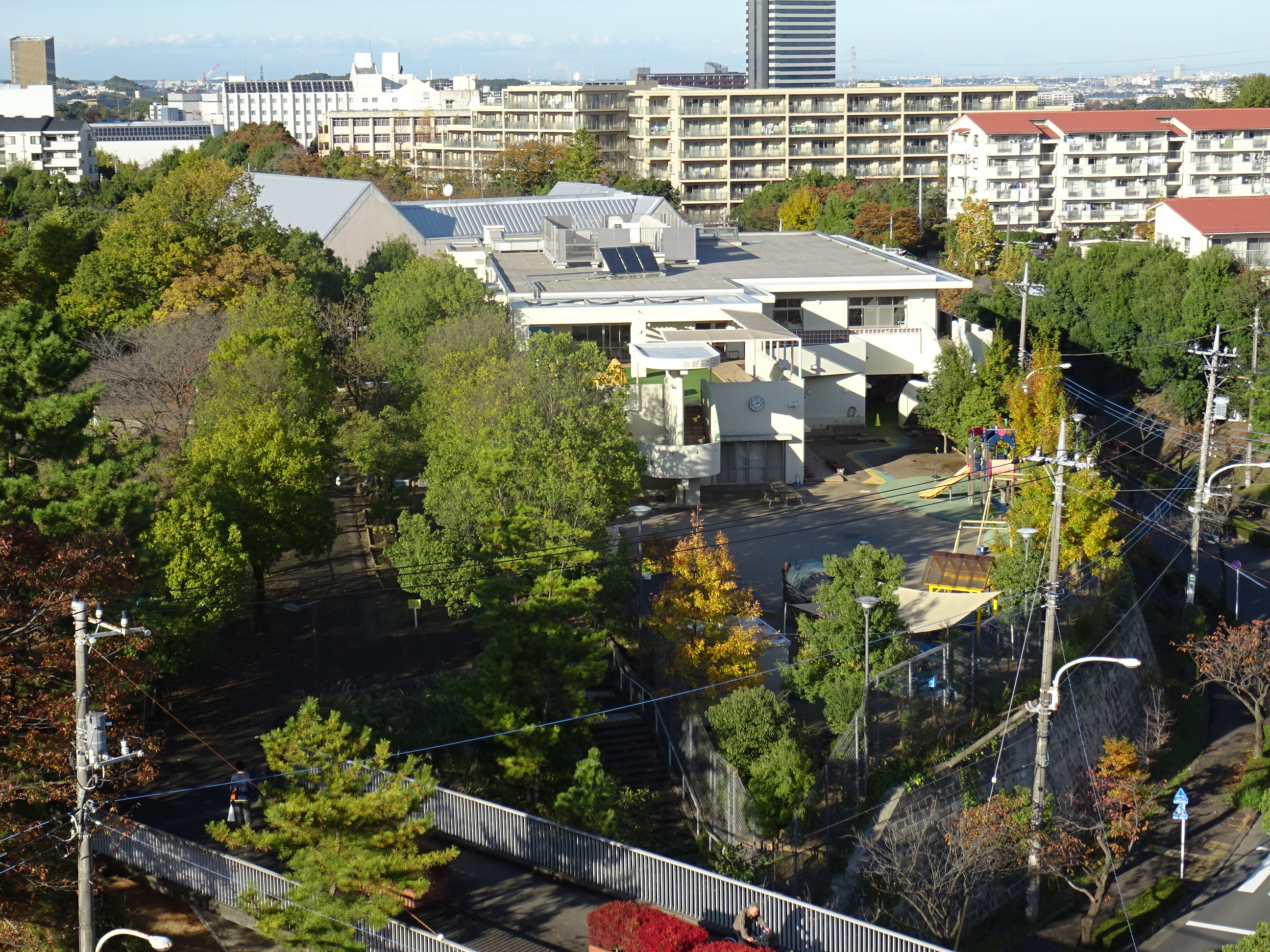
認定こども園の一例（東京都多摩市）

認定こども園（にんていこどもえん）は、日本の幼稚園及び保育所等における小学校就学前の子供に対する保育および教育並びに保護者に対する子育て支援の総合的な提供を行う施設であり、都道府県知事が条例に基づき認定する。2006年（平成18年）10月に創設された。

## 概要
幼稚園又は保育所等の施設は、以下の機能を備え、都道府県が条例で定める認定基準を満たすものは、知事から「認定こども園」の認定を受けることができる。（就学前の子どもに関する教育、保育等の総合的な提供の推進に関する法律、いわゆる認定こども園法第4条）
1. 教育基本法の学校の定義に基づき、幼児期の学校教育を行うこと（幼稚園機能）
2. 児童福祉法等に従い、保育の必要な子供の保育を行うこと（保育所機能）
3. 地域の事情や保護者の要請により、必要な子育て支援事業を行うこと

都道府県知事は、文部科学大臣と厚生労働大臣とが協議して定める施設の設備及び運営に関する基準を参酌して定める条例により認定する。
認定こども園には4つのタイプが認められている。
幼保連携型幼稚園および保育所等の施設・設備が一体的に設置、運営されているタイプ
幼稚園型認可された幼稚園が保育所的な機能を備えたタイプ
保育所型認可された保育所が幼稚園的な機能（幼児教育）を備えたタイプ
地方裁量型都道府県の認定基準により認定されたタイプ

### 現況
内閣府の調査によると、認定こども園は2022年4月1日時点で全国9,220か所あり、園数が最も多いのは783か所開設されている大阪府となっている。また、認定を返上して幼稚園などに戻った施設もあり、2015年には全国で唯一、東京都の認定こども園の数が減った。

## 種類

### 幼保連携型認定こども園
幼保連携型認定こども園（ようほれんけいがたにんていこどもえん）は、幼稚園的機能と保育所的機能の両方を合わせて持つ単一の施設で小学校就学前の子供の教育・保育・子育て支援を一体的に提供する施設。
概要
改正認定こども園法において、学校及び児童福祉施設として法的位置づけを持つ単一の施設として「幼保連携型認定こども園」が創設。
認可基準
平成26年4月30日制定内閣府・文部科学省・厚生労働省令第1号で規定。
一部事項は認定こども園法施行規則（7月2日制定）・関連通知に定める。
学級編制・職員配置基準満3歳以上の子供の教育時間は学級を編制し、専任の保育教諭を1人配置。
職員配置基準は、4・5歳児 30：1、3歳児 20：1（＊）、1・2歳児 6：1、乳児 3：1
＊ 質の改善事項として、公定価格において3歳児 20：1 → 15：1 への配置改善を実施
※配置数には、幼稚園教諭免許状と保育士資格を有する副園長・教頭を含む（時限経過措置を設ける）。
園長等の資格
原則として、幼稚園教諭免許状と保育士資格を有し、5年以上の教育職・児童福祉事業の経験者
ただし、これと同等の資質を有する者も認める。（設置者が判断する際の指針を示す）
園舎・保育室等の面積
満3歳以上の園舎面積は幼稚園基準（3学級420m2、1学級につき100m2増）
居室・教室面積は、保育所基準（1.98m2/人、乳児室は1.65m2/人、ほふく室は3.3m2/人）
園庭（屋外遊戯場、運動場）の設置
※名称は「園庭」とする。
園庭は同一敷地内又は隣接地に必置とし、面積は、1.と2.の合計面積
1. 満2歳の子供について保育所基準（3.3m2/人）
2. 満3歳以上の子供に係る幼稚園基準（3学級400m2、1学級につき80m2増）と保育所基準のいずれか大きい方

※代替地は面積算入せず。一定条件を満たす屋上は例外的に算入可とする。
食事の提供、調理室の設置
提供範囲は、保育認定を受ける2号・3号子ども（1号子どもへの提供は園の判断）。
原則自園調理。満3歳以上は現行の保育所と同じ要件により外部搬入可。
幼保連携型認定こども園における保育教諭
「幼稚園教諭免許状」と「保育士資格」の両方を持つことが原則である。
※既存の幼稚園・保育所から幼保連携型認定こども園への円滑な移行を進めるため、改正認定こども園法施行5年間はいずれか免許状・資格を有していれば「保育教諭」となることができる特別措置や、免許状・資格の併用を促進するために、これまでの保育所または幼稚園における勤務経験を評価し、持っていない者の免許・資格の習得に必要な単位数等を軽減する特別措置が設けられている（#教職員の免許状及び資格についてを参照）。
一方、幼稚園・保育所の現職のうち2-3割は片方の免許状・資格しか持たない。
幼稚園・保育所との相違
幼稚園は学校教育法に基づく認可、保育所は児童福祉法に基づく認可、幼保連携型認定こども園は、改正認定こども園法に基づく単一の認可（教育基本法第6条の法律で定める学校）が必要。

### 幼稚園型認定こども園
幼保連携型認定こども園が都道府県および政令指定都市、中核市が認可し、認定こども園法に基づき「学校」と「児童福祉施設」の両方に位置付けられるのに対し、幼稚園型認定こども園は都道府県が認可し、学校教育法に基づく「学校」のみの定義である。
満三歳以上の子どもの保育に従事する場合は、「幼稚園教諭免許状」と「保育士資格」のいずれか片方だけの所有も可となっているが、学級担任は「幼稚園教諭免許状」を有しなければならず、長時間利用児の保育に従事する者および満三歳未満に満たない子どもの保育に従事する者は「保育士資格」が必須となっている。
園長は「幼稚園教諭免許状および5年の教育職経験」または「10年の教育職経験」を有することが原則で、「保育士資格」は不要。
食事の提供は各都道府県の条例等に従う。

### 保育所型認定こども園
認可保育所が、保育が必要な子ども以外の子どもも受け入れるなど、幼稚園的な機能を備えることで認定こども園としての機能を果たすタイプ。
都道府県が認可し、「児童福祉施設」のみの定義である。
職員は幼稚園教諭の免許状と保育士資格のいずれか片方だけの所有も可。
園長に規定はないが、運営費の基準において、施設長は、「児童福祉事業に2年以上従事した者」または「同等以上の能力を有すると認められる者」となっている。
食事の提供は各都道府県の条例等に従う。

### 地方裁量型認定こども園
幼稚園・保育所いずれの認可もない地域の教育・保育施設が、認定こども園として必要な機能を果たすタイプ。

## 教職員の免許状及び資格について
#種類の項にあるように、タイプによって差異が見られるが、幼稚園教諭免許状と保育士資格の双方が設置者によって要求されるケースも多く見られる。「保育教諭」という免許状制度も検討されているが、具体的にどのような制度になるかの具体的な動きは見られない。
平成27年度より特例制度により、5年間（後に10年間、さらに15年間に延長）限定で、一方の免許状ないしは資格がない者が職務経験と特例科目の単位修得により、もう一方の資格・免許状を受けられる制度を設けている。

## 根拠法

### 法律
- 子ども・子育て支援法（平成24年8月22日法律第65号）
- 就学前の子どもに関する教育、保育等の総合的な提供の推進に関する法律（平成18年6月15日法律第77号）

### 政令･省令
- 特定教育・保育施設及び特定地域型保育事業の運営に関する基準（平成26年内閣府令第39号）
- 幼保連携型認定こども園の学級の編制、職員、設備及び運営に関する基準（平成26年内閣府・文部科学省・厚生労働省令第1号）

### 告示
- 幼保連携型認定こども園教育・保育要領（平成26年内閣府・文部科学省・厚生労働省告示第1号）

## 制度の経緯
2006年10月1日に、就学前の子どもに関する教育、保育等の総合的な提供の推進に関する法律（平成18年法律第77号）等の諸法令により、制度がスタートした。

### 旧制度にかかる法律
- 就学前の子どもに関する教育、保育等の総合的な提供の推進に関する法律（平成18年法律第77号）

### 旧制度にかかる政令
- 児童福祉法施行令及び社会福祉法施行令の一部を改正する政令（平成18年政令261号）

### 旧制度にかかる省令
- 就学前の子どもに関する教育、保育等の総合的な提供の推進に関する法律施行規則（平成18年文部科学省・厚生労働省令第3号）
- 幼稚園設置基準の一部を改正する省令（平成18年文部科学省令第34号）
- 児童福祉法施行規則の等の一部を改正する省令（平成18年厚生労働省令第155号）

### 旧制度にかかる告示
- 就学前の子どもに関する教育、保育等の総合的な提供の推進に関する法律第3条第1項第4号及び同条第2項第3号の規定に基づき、文部科学大臣と厚生労働大臣が協議して定める施設の設備及び運営に関する基準（平成18年文部科学省・厚生労働省告示第1号）

### こども園
民主党政権下では、幼稚園と保育園を一体化した「こども園」へと統合する方針を示した

### 総合こども園
民主党、野田政権において、2012年1月20日に新たな子育て政策である「子ども・子育て新システム」の最終案が公表され、2015年度をめどに、「総合こども園」と呼ばれる幼稚園と保育所の機能を併せ持った施設をスタートさせる方針を盛り込んだ。